# Agrostis frondosa
Agrostis frondosa é uma espécie de gramínea do gênero Agrostis, pertencente à família Poaceae.